# Безальтернативные выборы

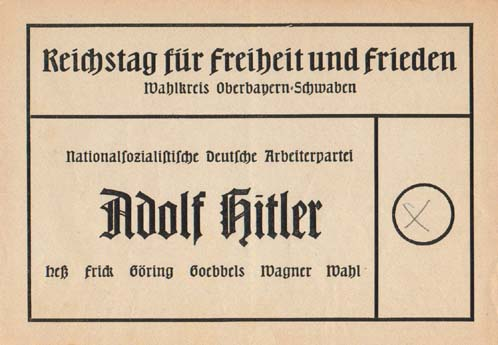
Бюллетень для выборов в нацистской Германии с единственным кандидатом — Гитлером (1936)

Безальтернативные выборы — вид выборов, при которых в них участвует только один кандидат или одна партия. В системе, где используются безальтернативные выборы, избиратели (выборщики) не выбирают между несколькими кандидатами, а голосуют за или против кандидата.
Безальтернативные выборы часто являются основным видом выборов в странах с авторитарным или тоталитарным режимами, однако встречаются и в демократических странах.

## Вмарксистско-ленинистскихстранах

### СССР

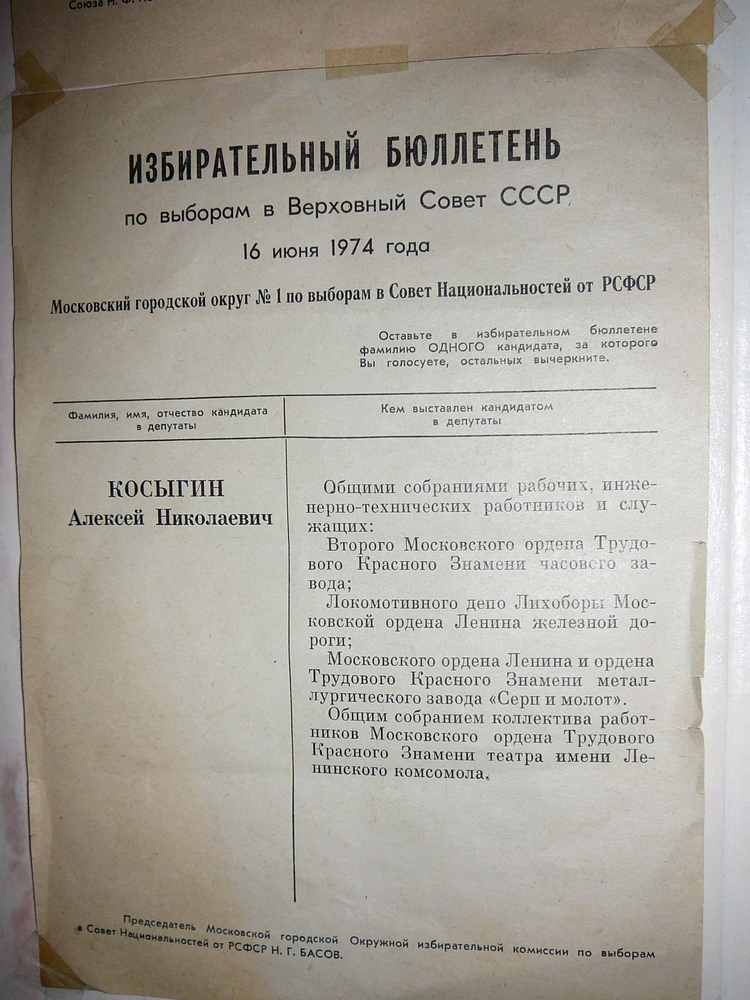
Советский избирательный бюллетень 1974 года по выборам депутатов в Верховный Совет. Единственный кандидат — председатель Совета Министров Алексей Косыгин

В 1920-е годы выборы в советы контролировались партией через меры вроде репрессий, принудительного переголосования и заранее согласованных беспартийных кандидатов, однако не были безальтернативными. Выборы зимы 1924—1925 были отменены после того, как правительство СССР взяло курс на некоторую политическую либерализацию и «оживление советов»: была установлена минимальная явка в 35 % и была инструкция выдвигать беспартийных кандидатов не заранее утвержденных ячейками, а поддерживаемых населением.
Практика безальтернативных выборов практиковалась в Советском Союзе после принятия Сталинской конституции в 1936 году до 1987 года.

Ни принятая в 1936 году Конституция СССР, ни положение о выборах в Верховный совет к ней, не исключали проведения выборов на альтернативной основе. Тем не менее, в 1936—1937 годах эта практика закрепилась как фактическая при помощи создания 'Блока коммунистов и беспартийных'. В 2018 году российский Центризбирком в своём журнале «Гражданин. Выборы. Власть» со ссылкой на собственный архив («ГАРФ. Ф. Р-7522. Оп. 1. Д. 23. Л. 54.») опубликовал следующую цитату И. В. Сталина: 
«Выставлять кандидатов от коммунистов отдельно от беспартийных нет необходимости, так как у компартии единственной и главной целью являются интересы всех трудящихся, и поэтому кандидаты от партии и беспартийных будут совпадать, потому что совпадают их интересы».
Так как другие политические силы, кроме ВКП(б), в стране отсутствовали, а общественные организации находились под её влиянием, единственным субъектом права выдвижения оставалась коммунистическая партия.
Тем не менее, в этот период сохранялась возможность голосования против кандидата; после 1950-х годов на уровне выборов в сельские и поселковые (изредка — районные в городе и городские) советы бывали случаи победы кандидата «против всех», чаще всего это происходило в РСФСР, Эстонской ССР, Латвийской ССР и Казахской ССР. В целом каждый раз на выборах всех уровней в масштабах всего Советского Союза подавалось около 2 млн голосов «против» (население около 300 млн человек).
При этом следует заметить, что голосование «против», в отличие от голосования «за», требовало пользования избирательной кабинкой для вычёркивания фамилии кандидата, следовательно, привлекало внимание окружающих. Впрочем, даже в этих условиях, согласно Сергею Максудову, официальная советская статистика не была правдоподобной: если в 1927 году на выборы в советы, по официальным данным, пришло 50 % избирателей, а в 1934 году из числа пришедших было подано 70 % голосов «за», то с 1937 года показатели и явки, и поддержки составляли более 96 %, в конце концов достигнув абсурдного значения в 99,99 %.
Из пропагандистского издания «СССР: 100 вопросов и ответов», вышедшего в 1983 году (в этой книге были собраны вопросы иностранных читателей).

«Прошу пояснить, почему на выборах в Советы у вас выставляется только один кандидат?»
— Это не требование закона (он не ограничивает числа баллотирующихся кандидатов), а сложившаяся традиция. Отметим, что и в буржуазных государствах от каждой партии в избирательном округе обычно баллотируются не два и не три, а всего лишь один кандидат. Общее количество кандидатов на каждое депутатское место там, как правило, соответствует количеству партий, принимающих участие в выборах. У нас же одна партия — Коммунистическая, и если она выставляет своего кандидата, то тоже одного на место.

Первые альтернативные выборы в СССР прошли в июне 1987 года.
Несмотря на то, что 1 декабря 1988 года был принят Закон СССР «О выборах народных депутатов СССР» и проведены выборы в Верховный совет в 1989 году на альтернативной основе, сохранялись отдельные случаи безальтернативных выборов до распада СССР в 1991 году. Так, 1990 году на Съезде народных депутатов СССР прошли безальтернативные выборы президента СССР, на которых победил Михаил Горбачёв. 1 декабря 1991 года состоялись первые всенародные выборы президента Казахской ССР с участием одного кандидата, в результате которых Нурсултан Назарбаев получил поддержку 98,7 % избирателей.

### Другие марксистско-ленинские государства
Безальтернативные выборы были широко распространены в других странах, где правили партии, придерживавшиеся официального советского марксизма-ленинизма или производных от него идеологий (маоизм, Красные кхмеры). В частности безальтернативные выборы проводились (проводятся) в:
- В Национальное собрание ВНР до выборов 1967 года по мажоритарной системе, где в ряде округов появились альтернативные кандидаты, на следующих выборах их число постепенно росло; в 1985 году все депутаты Национального собрания от одномандатных округов были избраны альтернативно (остальные избирались по всевенгерскому списку, одобренному правительством);
- Сейм Польской Народной Республики в 1947—1989 годах (мажоритарная система — один кандидат в каждом округе). До 1956 года ПОРП была единственной партией, с 1956 года появились и другие, однако выборы оставались безальтернативными, так как партии были объединены во Фронт единства народа;
- Народная палата ГДР в 1949—1989 годах (пропорциональная, в 1963—1989 гг. — мажоритарная) система по многомандатным округам с открытым списком — единственный список в каждом округе, включавший в себя большее число кандидатов, чем необходимо избрать[9]). В 1990 году прошли первые и единственные альтернативные выборы в Народную палату.
- Великое национальное собрание Румынии в 1947—1989 годах (мажоритарная система по одномандатным округам — один кандидат в каждом округе);
- Народное собрание Албании при ходжаистском режиме в 1946—1991 годах (мажоритарная система по одномандатным округам — один кандидат в каждом округе). В 1991 году прошли альтернативные парламентские выборы;
- Национальное собрание Вьетнама избиралось безальтернативно до выборов 1992 года, в которых впервые участвовали независимые от Коммунистической партии Вьетнама кандидаты;
- В Демократической Кампучии под управлением Красных кхмеров единственные выборы в парламент были проведены в 1976 году на безальтернативной основе, где Национальный единый фронт Кампучии был единственным кандидатом; после свержения режима Красных кхмеров в 1981 году на безальтернативной основе проводились выборы в парламент Народной Республики Кампучии; первые выборы на альтернативной основе прошли в 1993 году;
- Верховное народное собрание КНДР с 1949 года (мажоритарная система по одномандатным округам — один кандидат в каждом округе);
- Национальная ассамблея народной власти Кубы с 1976 года (мажоритарная система, многоступенчатые выборы — один кандидат в каждом округе).

## Вфашистскихстранах

### Италия
Безальтернативными были выборы в Палату депутатов Италии 1929 и 1934 годов. На них граждане голосовали за или против единственного списка, выставленного Национальной фашистской партией. В 1939 году Палата депутатов была преобразована в Палату фасций и корпораций, члены которой уже не избирались, а назначались.

### Германия
В Германии после назначения Гитлера рейхсканцлером последние альтернативные выборы в Германии состоялись в марте 1933 года, на которых НСДАП получила только 43,91 % голосов. Гитлер не получил 2/3 голосов, необходимых для внесения изменений в конституцию, и КПГ была запрещена, около четверти оппозиционных нацистам депутатов СДПГ была арестована; после введения закона о чрезвычайных полномочиях нацисты запретили все оппозиционные партии к июлю 1933 года. Последующие выборы в Рейхстаг, в ноябре 1933 года, в 1936 году и в 1938 году, были безальтернативными. В ноябре 1933 года избиратели получили избирательный лист с единственным кандидатом — Адольфом Гитлером, НСДАП и её 22 «гостями» правящей партии, такими как владелец медиаконцерна А. Гугенберг, без возможности проголосовать против; 3.3 миллиона избирателей сдали испорченные бюллетени, в том числе и привлечённые к выборам заключённые концлагерей. Выборы проводились одновременно с референдумом по вопросу о выходе Германии из Лиги Наций; последующие выборы были одновременно и референдумами, где вопрос об одобрении решения Гитлера и вопрос о голосовании за состав Рейхстага был вынесен на один бюллетень.

### Испания
В Испанском государстве под руководством Франсиско Франко выборы в Испанские кортесы, франкистский парламент с 1942 года, были безальтернативными. Они проводились в 1967 и 1971 годах;

### Румыния
В Румынии на парламентских выборах 1939 года единственным кандидатом был Фронт национального возрождения;

### Диктатурыс элементами фашизма
Безальтернативные выборы проводились в режимах, включавших в себя определённые элементы фашизма, которые, тем не менее, не всегда определяются как фашистские:
- В Испанском государстве под руководством Франсиско Франко выборы в Испанские кортесы, франкистский парламент с 1942 года, были безальтернативными. Они проводились в 1967 и 1971 годах;
- В Японской империи в 1942 году на выборы в Палату представителей. единственным кандидатом на выборах была Ассоциация помощи трону;
- В Румынии на парламентских выборах 1939 года единственным кандидатом был Фронт национального возрождения;
- В Португалии на выборах в парламент с 1934 до выборов 1969 года участвовала только одна партия — Национальный союз; формально оппозиция имело право участвовать в выборах с 1945 года, однако бойкотировала их. После выборов 1969 года оппозиция в парламенте всё равно не была представлена, так как все места доставались партии с наибольшим числом голосов.

## Впостсоветскихстранах

### Россия
В современной России такой вид выборов встречается редко, но тем не менее имеет место. В 1991 году на безальтернативной основе был избран президент Татарстана Минтимер Шаймиев, в 1996 году также безальтернативно переизбранный на второй срок. В 2018 году в Хакасии прошёл безальтернативный второй тур выборов главы республики, в котором одержал победу Валентин Коновалов; ранее планировалось, что это голосование станет альтернативным, однако все кандидаты, кроме В. Коновалова, сняли свои кандидатуры. На местном уровне, в частности при выборах местных советов депутатов, также проходят безальтернативные выборы.

### Туркменистан
Безальтернативными были выборы президента Туркменистана в 1990 (ТССР) и 1992 годах — в них участвовал единственный кандидат Сапармурат Ниязов. В 1994 году он продлил свои полномочия на референдуме, а в 1999 году провозглашён пожизненным президентом. Преемник Ниязова Гурбангулы Бердымухамедов несколько раз избирался на альтернативных выборах, однако с участием подставных, полностью лояльных ему кандидатов.
Выборы в парламент с 1994 года по 2008 год также проходили на безальтернативной основе.

### Грузия
Первыми безальтернативными выборами в Грузии после объявления независимости в 1991 году стали президентские выборы в Грузии в 2024 году. Михаил Кавелашвили был единственным кандидатом в президенты, ввиду бойкота оппозиционными партиями Грузии результатов парламентских выборов, которые были идентифицированы теми как сфальсифицированные, что привело к массовым протестом в Тбилиси, Батуми, Кутаиси, Гори, Зугдиди и других городах. За Михаила Кавелашвили было отдано 224 действительных бюллетеней, этим самым набрав 100% голосов.

## В других странах

### Канада
Безальтернативными изредка являются выборы депутатов Палаты общин Канады (в Канаде такие выборы известны под названием «аккламация» — англ. acclamation). До середины XX века число безальтернативных кандидатов было достаточно велико: так, на федеральных выборах 1917 года 33 депутата из 235 были избраны безальтернативно. После 1957 года эта практика перестала применяться на федеральном уровне. Последним кандидатом, избранным путём аккламации на всеобщих выборах стал Челси Уильям Картер, последним кандидатом, избранным на довыборах — Джордж Дусетт. На провинциальном и территориальном уровне аккламация изредка применяется и по сей день, так, в 2003 и 2007 году Флойд Роланд, будущий премьер Северо-Западных территорий, был безальтернативно избран в территориальное Законодательное собрание.

### США
Первый президент США Джордж Вашингтон стал единственным главой американского государства, избранным безальтернативно. Он избирался при отсутствии других кандидатов в 1789 и 1792 годах. Одновременно с президентом выбирался вице-президент — по действующей тогда редакции конституции его избирали отдельно от президента, и на этот пост на обоих выборах претендовало несколько кандидатов.

### ЦАР
Президент Центральноафриканской Республики Давид Дако, занимавший пост с 1960 года, был в 1964 году переизбран на безальтернативных выборах.

### Южная Корея
В марте 1960 года прошли первые безальтернативные президентские выборы; с 1972 по 1980 годы президентские выборы также были безальтернативными.

### Руанда
Выборы в Руанде во время правления НРДР проводились на безальтернативной основе до запрета НРДР в 1994 году.

### Баасистский Ирак
Президентские выборы в Ираке при Саддаме Хуссейне (1995 и 2002) проводились на безальтернативной основе.